# Полежаево (Никольский район)
Полежаево — деревня в Никольском районе Вологодской области.
Входит в состав Краснополянского сельского поселения (с 1 января 2006 года по 1 апреля 2013 года была центром Полежаевского сельского поселения), с точки зрения административно-территориального деления — центр Полежаевского сельсовета.
Расстояние до районного центра Никольска по автодороге — 36 км. Ближайшие населённые пункты — Нюненьга, Белогарье, Половинка.
По переписи 2002 года население — 136 человек (57 мужчин, 79 женщин). Преобладающая национальность — русские (99 %).